# Je pense à vous (1992)
Je pense à vous is een Belgische dramafilm uit 1992 onder regie van Jean-Pierre en Luc Dardenne.

## Verhaal
De werkloze staalarbeider Fabrice begint zich nutteloos te voelen. Zijn vrouw Céline tracht hem op te beuren, maar hij slaat op hol en gaat ervandoor. Wanneer Céline haar man terugvindt, moet ze hem in bescherming nemen tegen zichzelf.

## Rolverdeling
| Acteur         | Personage |
| -------------- | --------- |
| Robin Renucci  | Fabrice   |
| Fabienne Babe  | Céline    |
| Tolsty         | Marek     |
| Gil Lagay      | Renzo     |
| Pietro Pizzuti | Laurent   |